# Santiago de Compostela-i vasúti baleset
A Santiago de Compostela-i vasúti baleset 2013. július 24-én történt Spanyolországban, amikor a Madridból Ferrolba tartó RENFE 730 sorozatú Alvia gyorsvonat az Olmedo-Zamora–Galicia nagysebességű vasútvonalon, három kilométerre a Santiago de Compostela-i állomástól egy ívben kisiklott. A vonaton 218 utas és négy főnyi személyzet utazott. A balesetben 79-en meghaltak, és több mint százan megsérültek.
A baleset Spanyolország legsúlyosabb vasúti katasztrófája. 1944-ben a Torre del Bierzó-i vasúti balesetben 78-an haltak meg, amikor két vonat összeütközött.

## A baleset
A szerelvény 13 egységből állt, mindkét végén egy-egy Talgo vonófejjel. A baleset során ezek mindegyike kisiklott. Az utolsó előtti kocsi teljesen összeroncsolódott, négy kocsi felborult. Az utolsó kocsi egy öt méter magas töltésen landolt. A hátsó vonófej a kiömlő dízelolaj miatt kigyulladt, sokan égési sérüléseket szenvedtek. A legsúlyosabb károk és sérülések a vonat hátsó szakaszában keletkeztek.
A nagysebességű vonalon 200 km/h a megengedett sebesség. Ourense városa után az első olyan ívben történt a baleset, amelyen 80 km/h-s sebességkorlátozás volt érvényben. A pálya melletti biztonsági kamera rögzítette a balesetet.

## Okok

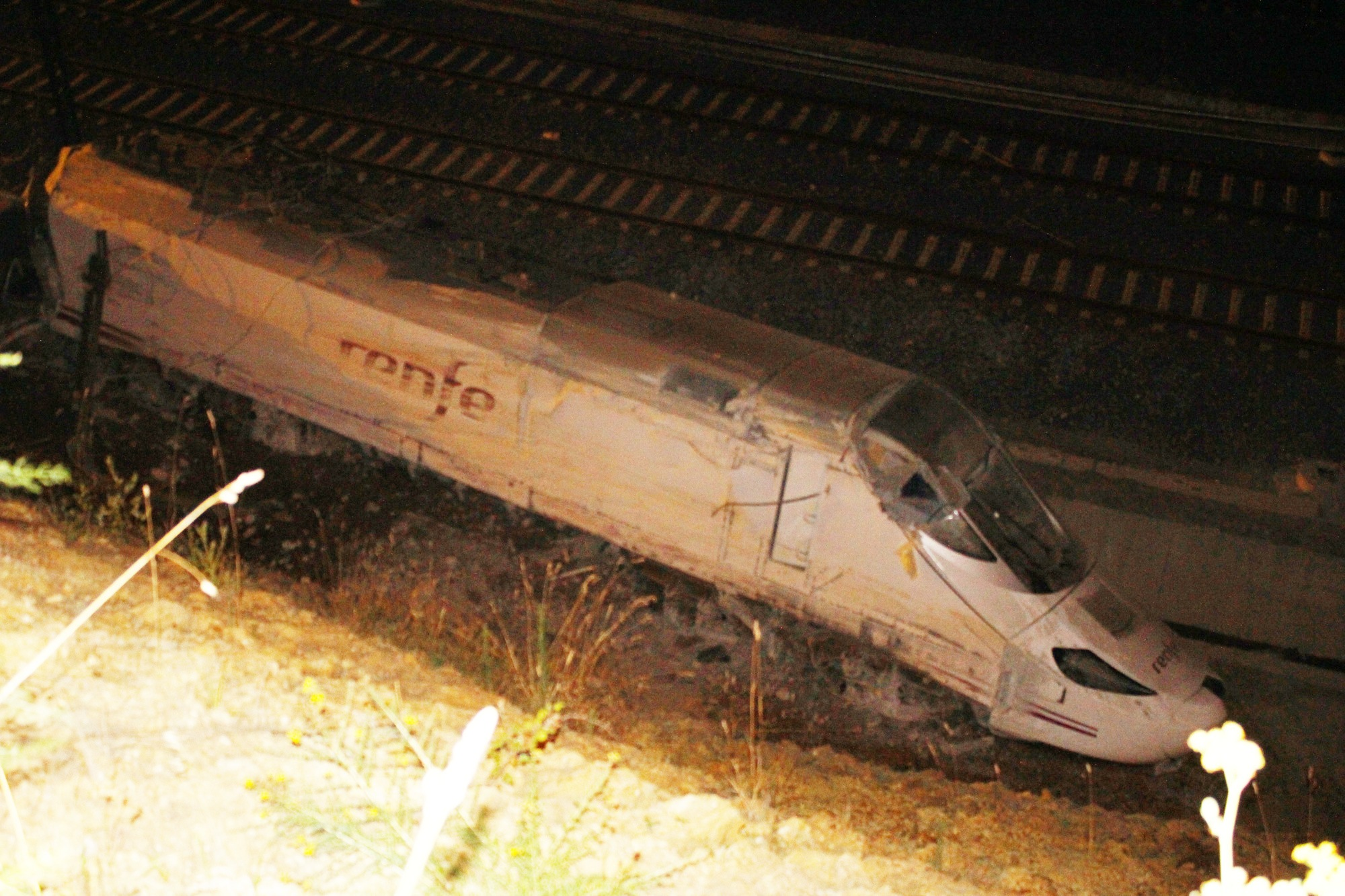
A kisiklott RENFE 730 sorozatú vonófej

2013 végén a vizsgálatot végző bíróság kimondta, hogy a baleset okozója egyedül a mozdonyvezető, Francisco José Garzón Amo volt, aki nem tartotta be az előírt sebességkorlátozást. Az adott pályaszakaszon 80 km/h volt a maximális megengedett sebesség. A szerelvény eseményrögzítőjéből származó adatok szerint a vonat a balesetkor 153 km/h-s sebességgel haladt, az ívet megelőzően 192 km/h sebességről lassított.
A vasúttársaság szerint a vonattal nem volt műszaki probléma, a baleset napján volt felülvizsgálaton. A Madrid–Ferrol vasútvonal nagysebességű közlekedésre alkalmas, ahol az ERTMS rendszer működik, azonban az érintett pályaszakaszon ez a rendszer nincs kiépítve, itt a pálya együtt fut egy régi építésű pályával.

## Képgaléria

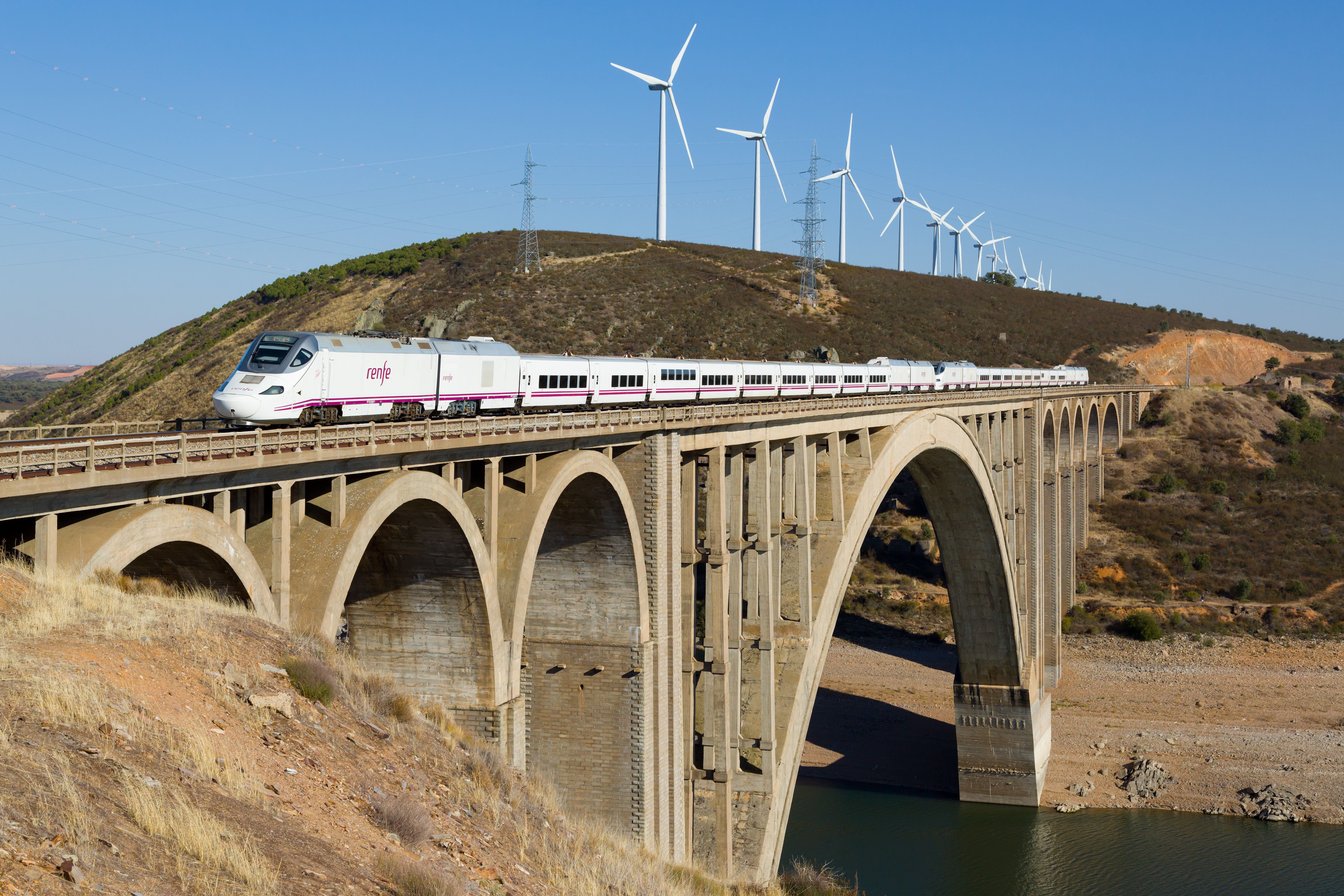
Kettő RENFE 730 sorozatú motorvonat, ugyanilyen típus siklott ki
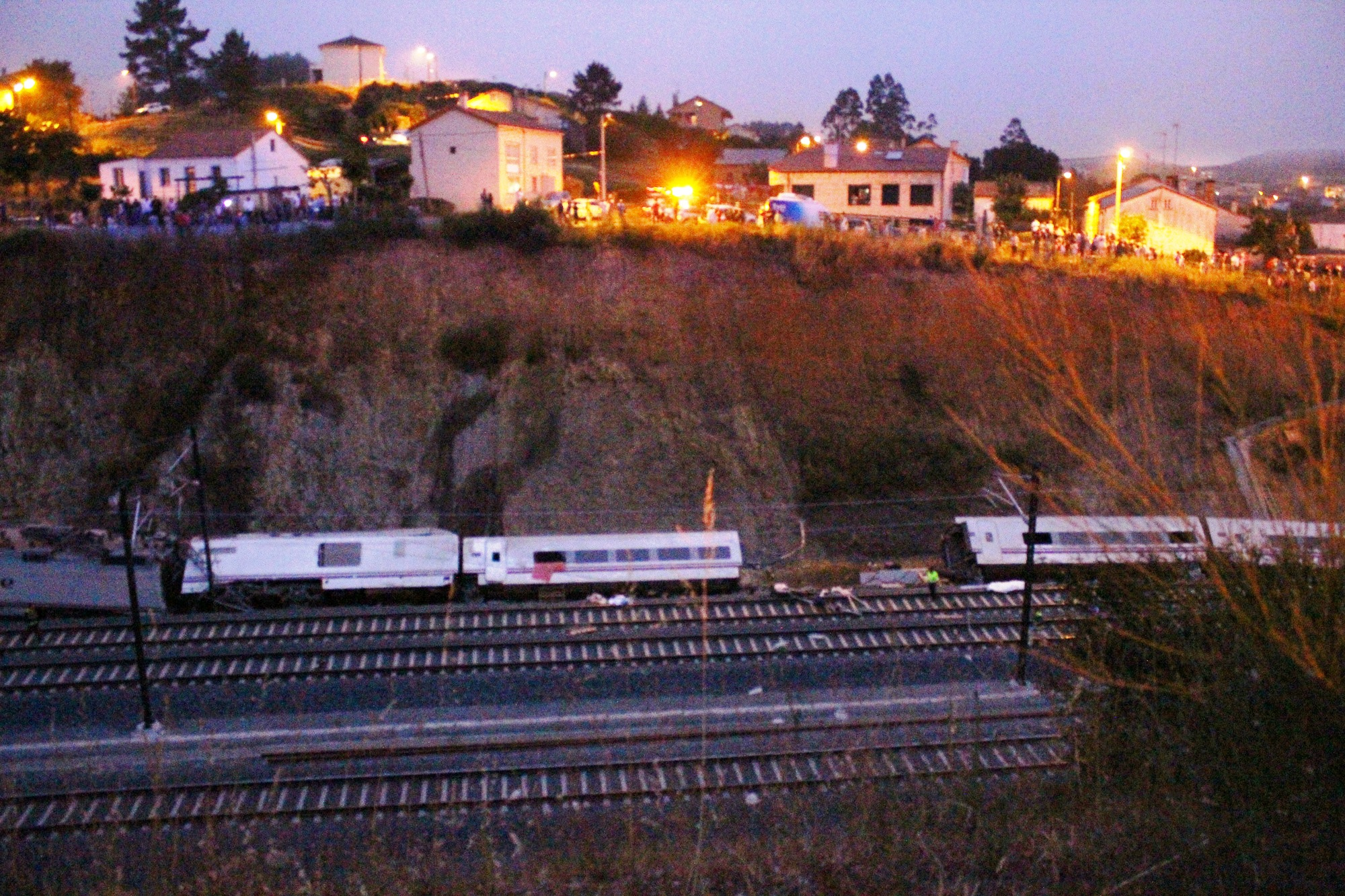
A kisiklott vonat
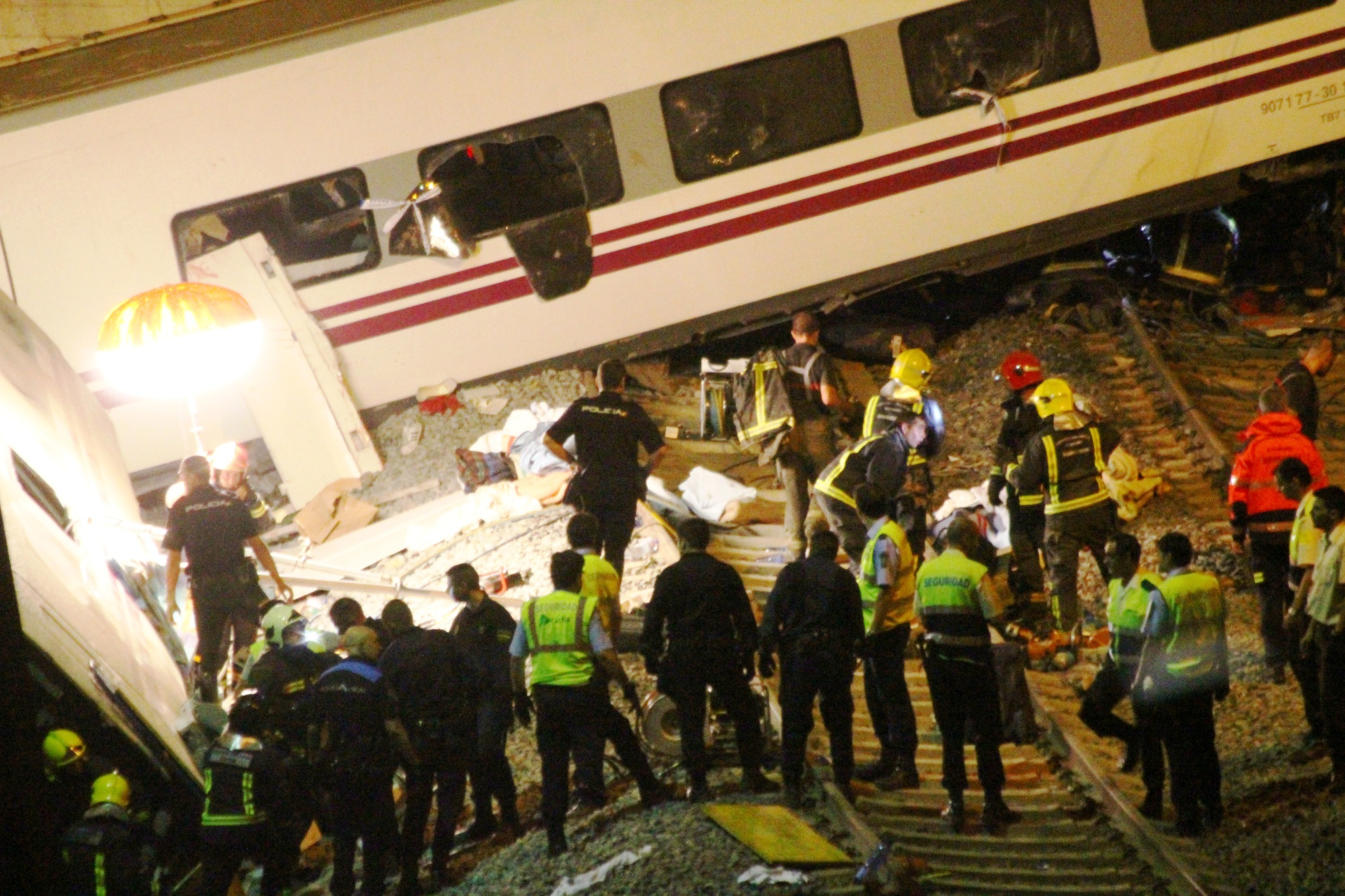
A mentés
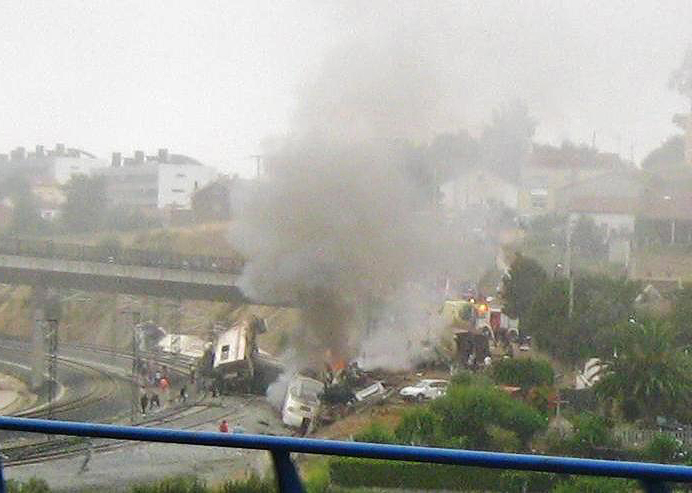
A baleset helyszíne